# Kerri Walsh
Kerri Walsh   (Santa Clara, 15 d'agost de 1978) també anomenada Kerry Walsh-Jennings, és una jugadora de voleibol platja estatunidenca, guanyadora de tres medalles olímpiques d'or. És la líder de voleibol de platja en victòries de carrera a partir de 2016 després d'haver guanyat 135 tornejos internacionals i nacionals.

## Carrera esportiva
Va iniciar la seva carrera en el voleibol indoor, participant, als 22 anys, en els Jocs Olímpics d'Estiu de 2000 realitzats a Sydney (Austràlia), on finalitzà quarta amb la selecció nord-americana de voleibol.
Posteriorment es passà al voleibol platja, i fent parella amb Misty May, participà en els Jocs Olímpics d'Estiu de 2004 realitzats a Atenes (Grècia), on aconseguí guanyar la medalla d'or en la prova femenina. En els Jocs Olímpics d'Estiu de 2008 realitzats a Pequín (Xina) aconseguí revalidar la medalla d'or, esdevenint les primeres voleibolistes que ho aconseguien, un fet que aconseguire repetir en els Jocs Olímpics d'Estiu de 2012 celebrats a Londres (Regne Unit).
Al llarg de la seva carrera ha aconseguit quatre medalles en el Campionat del Món de voleibol platja, tres d'elles d'or.